# Afonso Anes de Cambra
Afonso Anes de Cambra (? - Março de 1272) foi um militar do Reino de Portugal tendo exercido a Tenência Lafões em 1242. Foi igualmente um Rico-homem da corte de D. Sancho II de Portugal.

## Relações familiares
Foi filho de João Fernandes de Riba de Vizela e de Marinha Moniz Varela. Casou com Urraca Pires da Ribeira filha de Pedro Nunes, senhor de Parada "Pestanas de Cão" e de Maria Soares, de quem teve:
1. Martim Afonso de Cambra casou com Fruilhe,
2. Fernão Afonso de Cambra casado por duas vezes, a primeira com Sancha Pais Correia filha de Paio Correia (1250 -?) e de Maria Mendes de Melo. O segundo casamento foi com Maria Gomes Ribeiro,
3. Maior Afonso de Cambra casou por duas vezes, a primeira com Martim Pires Correia e a segunda com Fernão Gonçalves Chancino.
4. Constança Afonso de Cambra (1220 -?) casou por duas vezes, a primeira com Estevão Mendes da Silva. Tendo enviuvado, foi amante de D.Rodrigo Sanches, filho bastardo de D. Sancho I e governador ou tenente de Besteiros e Lafões, “terras” onde D. Constança tinha os principais haveres. Morto D. Rodrigo em combate, na Lide de Gaia em 1245 ou 1246, passou a esposa de Fernão Rodrigues Pacheco filho de Rui Pires de Ferreira e de Teresa Pires de Cambra
5. Marinha Afonso de Cambra, foi freira mo Mosteiro de Arouca,
6. Teresa Afonso de Cambra, foi freira no Mosteiro de Arouca,
7. Urraca Afonso de Cambra,
8. Maria Afonso de Cambra, foi freira no mosteiro de Arouca.